# Tabu & Love Film
Die Tabu & Love Film GmbH ist eine Filmproduktionsgesellschaft für Pornofilme mit Sitz in Essen. Im Jahr 1968 gründete der deutsche Pionier der Pornografie, Charly Brown, die Firma Tabu & Love Film. Lange bevor andere Produzenten in Deutschland den Schritt in die Pornografie wagten, drehte Charly Brown unter anderem mit Hans Billian Filme wie Josephine Mutzenbacher.
Im Jahr 1997 wurde die Firma vom Schweizer Unternehmen Mascotte Film AG in Zürich übernommen, welches seit über 35 Jahren im internationalen Filmlizenzhandel und Kinoverleih tätig ist. Peter Preissle, der Geschäftsführer der Firma, ist in der Schweiz als Pornoproduzent und ehemaliger Zueri-Punk landesweit bekannt. Zu den von ihm entdeckten oder geförderten Darstellerinnen gehören: Laetitia Zappa,  Anja Juliette Laval, Tyra Misoux, Louisa Lamour und früher auch Sibel Kekilli unter dem Pseudonym Dilara. Die Mascotte Film AG ist Produzentin und Rechte-Inhaberin sämtlicher Produktionen, die unter den deutschen Labels Magmafilm und Tabu erscheinen. Tabu & Love Film hat viele Filme international bekannter Regisseure synchronisiert und in deutscher Sprache veröffentlicht: Alan Vydra, Alex de Renzy, Hans Billian, Lasse Braun, Gregory Dark, Joe D’Amato, Anita Rinaldi, Michael Ninn, Kris Kramski, Elizabeth Starr, Mike Beck, Eon McKai u. v. a. m.

## Bekannte Tabu-Filme
- 2007: Moerderische Girls 3 (Regie: Eon McKai,  Darstellerin:  Joanna Angel)
- 2007: Jane Bond (Regie: Mike Beck)
- 2006: Pornstars from Mars (Regie: Elizabeth Starr, Darsteller: Ron Jeremy)
- 2000: Models (Regie: Kris Kramski, Darstellerin: Dru Berrymore)
- 1998: Planet Sex (Regie-Debüt von Anita Rinaldi)
- 1995: Paprika (Regie: Joe D’Amato, Darstellerin: Laetitia Zappa)
- 1995: Shock/Latex (Regie: Michael Ninn, Darstellerin: Juli Ashton). Ausgezeichnet mit dem XRCO Award und in die Hall of Fame aufgenommen.
- 1994: Sex (Regie: Michael Ninn, Darstellerin: Sunset Thomas)
- 1992: Familie Immerscharf (Regie: Hans Billian)
- 1985: New Wave Hookers (Regie: Gregory Dark, Darstellerin: Traci Lords). Ausgezeichnet mit dem XRCO Award und in die Hall of Fame aufgenommen.
- 1984: Weekend Girls (Regie: Jerry Ross, Darstellerin: Traci Lords)
- 1982: Teenagers in Love (Darstellerin: Annette Haven)
- 1978: Roulette (Regie: Alan Vydra)
- 1978: Pretty Peaches (Regie: Alex de Renzy, Darstellerin: Desiree Cousteau). Ausgezeichnet mit dem XRCO Award und in die Hall of Fame aufgenommen.
- 1976: Bienenstich im Liebesnest (Regie: Hans Billian)